# Baker County, Georgia
Baker County är ett administrativt område i delstaten Georgia, USA. År 2010 hade countyt 3 451 invånare. Den administrativa huvudorten (county seat) är Newton. 

## Geografi
Enligt United States Census Bureau så har countyt en total area på 904 km². 889 km² av den arean är land och 15 km² är vatten.

### Angränsande countyn
- Dougherty County - nordost
- Mitchell County - öst
- Decatur County - sydväst
- Early County - väst
- Miller County - väst
- Calhoun County - nordväst